# Draisenfeld
Draisenfeld ist ein Gemeindeteil von Seybothenreuth im Landkreis Bayreuth (Oberfranken, Bayern). Draisenfeld liegt in der Gemarkung Seybothenreuth.

## Geografie
Das Dorf liegt am Laimbach, einem rechten Oberlauf der Ölschnitz. Eine Gemeindeverbindungsstraße führt an der Petzelmühle vorbei nach Wallenbrunn (1,7 km östlich) bzw. nach Birk (1,4 km südlich).

## Geschichte
Gegen Ende des 18. Jahrhunderts bestand Draisenfeld aus 12 Anwesen (3 Halbhöfe, 1 Drittelhof, 1 Viertelhof, 1 Sölde, 5 Güter, 1 Gut mit Zapfenschenkgerechtigkeit). Die Hochgerichtsbarkeit stand dem bayreuthischen Stadtvogteiamt Bayreuth zu. Die Dorf- und Gemeindeherrschaft wurde sowohl vom Hofkastenamt Bayreuth als auch vom Kloster Speinshart beansprucht. Alleiniger Grundherr war das Kloster Speinshart.
Von 1797 bis 1810 unterstand der Ort dem Justiz- und Kammeramt Bayreuth. Mit dem Gemeindeedikt wurde Draisenfeld dem 1812 gebildeten Steuerdistrikt Seybothenreuth zugewiesen. Zugleich entstand die Ruralgemeinde Draisenfeld. Sie war in Verwaltung und Gerichtsbarkeit dem Landgericht Weidenberg zugeordnet und in der Finanzverwaltung dem Rentamt Bayreuth. Mit dem Gemeindeedikt von 1818 erfolgte die Eingemeindung nach Seybothenreuth.

### Einwohnerentwicklung
| Jahr      | 001818 | 001861 | 001871 | 001885 | 001900 | 001925 | 001950 | 001961 | 001970 | 001987 |
| Einwohner | 84     | 101    | 102    | 101    | 89     | 83     | 95     | 58     | 57     | 61     |
| Häuser    | 13     |        |        | 12     | 12     | 12     | 12     | 12     |        | 12     |
| Quelle    | [ 6 ]  | [ 9 ]  | [ 10 ] | [ 11 ] | [ 12 ] | [ 13 ] | [ 14 ] | [ 15 ] | [ 16 ] | [ 1 ]  |

## Religion
Draisenfeld ist evangelisch-lutherisch geprägt und nach St. Veronika (Birk) gepfarrt.

## Persönlichkeiten
- Konrad Höreth (1905–1973), höherer Beamter in der Zeit des Nationalsozialismus und Gauobmann der Deutschen Arbeitsfront, geboren in Draisenfeld